# Courcelles (Charente Marittima)
Courcelles è un comune francese di 454 abitanti situato nel dipartimento della Charente Marittima nella regione della Nuova Aquitania.

## Società

### Evoluzione demografica
Abitanti censiti